# 12 de Diciembre
12 de Diciembre, alternative Schreibweise: Doce de Diciembre, ist eine Parroquia rural („ländliches Kirchspiel“) im Kanton Pindal der ecuadorianischen Provinz Loja. Verwaltungssitz ist die Ortschaft Achiotes. Die Parroquia besitzt eine Fläche von 43,22 km². Die Einwohnerzahl lag im Jahr 2010 bei 1891.

## Lage
Die Parroquia 12 de Diciembre liegt am Westrand der Anden im Südwesten von Ecuador, etwa 20 km von der peruanischen Grenze entfernt. Der Río Alamor durchquert das Areal in südwestlicher Richtung. Der etwa 740 m hoch gelegene Hauptort Achiotes befindet sich 5 km nordnordöstlich des Kantonshauptortes Pindal. Die Fernstraße E25 (Pindal–Arenillas) führt an Achiotes vorbei.
Die Parroquia 12 de Diciembre grenzt im Nordwesten an die Parroquia El Limo (Kanton Puyango), im Norden an die Parroquias Alamor (Kanton Puyango) und Chaquinal, im Südosten an die Parroquia Pózul (Kanton Celica), im Süden an die Parroquia Pindal sowie im Südwesten an die Parroquia Milagros.

## Orte und Siedlungen
In der Parroquia gibt es folgende Barrios: Achiotes, El Ají, Higuerones, Higuerillas, 12 de Octubre, Pueblo Nuevo, Las Cochas, Curiachi, 15 de Junio, San Antonio, Chaquino, 3 de Noviembre, 3 de Octubre, Guayacán und San Jacinto.

## Geschichte
Die Parroquia 12 de Diciembre wurde am 21. April 1947 im Kanton Celica gegründet. 1989 wurde die Parroquia Teil des neu geschaffenen Kantons Pindal. Der Name der Parroquia leitet sich vom Gründungstag des Kantons Celica ab, dem 12. Dezember 1878.